# Adenochloa
Adenochloa, rod trava smješten u podtribus Dichantheliinae, dio tribusa Paniceae, potporodica Panicoideae. Pripada mu 13 vrsta raširenih po subsaharskoj Africi i Madagaskaru.

## Vrste
1. Adenochloa adenophora (K.Schum.) Zuloaga
2. Adenochloa bullockii (Renvoize) Zuloaga
3. Adenochloa claytonii (Renvoize) Zuloaga
4. Adenochloa ecklonii (Nees) Zuloaga
5. Adenochloa flacciflora (Stapf) Zuloaga
6. Adenochloa habrothrix (Renvoize) Zuloaga
7. Adenochloa hymeniochila (Nees) Zuloaga
8. Adenochloa lukwangulense (Pilg.) Zuloaga
9. Adenochloa nigromarginata (Robyns) Zuloaga
10. Adenochloa pectinella (Stapf) Zuloaga
11. Adenochloa pole-evansii (C.E.Hubb.) Zuloaga
12. Adenochloa sadinii (Vanderyst) Zuloaga
13. Adenochloa squarrosa (Peter) Zuloaga